# Belgentier
 Belgentier  es una población y comuna francesa, en la región de Provenza-Alpes-Costa Azul, departamento de Var, en el distrito de Toulon y cantón de Solliès-Pont.

## Demografía
| 582 | 561 | 690 | 984 | 1442 | 1724 |
| Para los censos de 1962 a 1999 la población legal corresponde a la población sin duplicidades (Fuente: INSEE [Consultar]) |     |     |     |      |      |